# Monochamus verticalis
Monochamus verticalis är en skalbaggsart som först beskrevs av Leon Fairmaire 1901.  Monochamus verticalis ingår i släktet Monochamus och familjen långhorningar.
Artens utbredningsområde är Madagaskar. Inga underarter finns listade i Catalogue of Life.